# Alocasia beccarii
Alocasia beccarii är en kallaväxtart som beskrevs av Adolf Engler. Alocasia beccarii ingår i släktet Alocasia och familjen kallaväxter. Inga underarter finns listade.